# 布鲁娜·特诺里奥
布鲁娜·特诺里奥（Bruna Tenório，1989年6月27日—）出生在巴西阿拉戈阿斯的马塞约，是一位巴西職業模特兒，擁有葡萄牙,中國和日本的血統，也是一位世界超級名模。她的特色在於她的眼睛以及特別的步伐。特诺里奥很幸運，Karl Lagerfeld 把她視作「 新發現 」，經過Karl欽點的女孩們都將是明日的超模。自2006年秋冬開始，Bruna 出場了 Chanel、Marc Jacobs等幾乎所有大牌服裝秀，也拿下2007年 Kenzo、D&G 的廣告代言，表現非常亮眼。在眾多金髮碧眼的model圈，Bruna 微揚的鳳眼和東方古典氣息，讓人不得不注意到她。Bruna說，如果自己當初沒有做模特，她一定會和其他人一樣，繼續在學校讀書，週末時去海邊，躺在沙灘上曬太陽。有人說，她將是繼Kate Moss等人後又一位T台的驕傲。時裝大師Karl Lagerfeld將她視作當季的最大發現，而Kenzo更鍾意於她，邀請布魯娜在其時裝攝影中一展風姿。修長的雙腿，完美的身材比例，出色的外形條件，讓出道短短一年間的布魯娜，從一個無名小輩，迅速蛻變成長為眾多國際頂級時裝設計師最鍾愛的模特之一。
models.com （页面存档备份，存于）将她列为排名第34的女模特。